# Sa giông suối Sardegna
Sa giông suối Sardegna, tên khoa học Euproctus platycephalus, là một loài kỳ giông thuộc họ Salamandridae. Đây là loài đặc hữu chỉ có ở Sardinia, Ý.
Môi trường sống tự nhiên của chúng là rừng ôn đới, vùng cây bụi ôn đới, thảm cây bụi kiểu Địa Trung Hải, sông ngòi, sông có nước theo mùa, đầm nước ngọt, đầm nước ngọt có nước theo mùa, carxtơ nội địa, hang, và ao.
Chúng hiện đang bị đe dọa vì mất môi trường sống.

## Hình ảnh

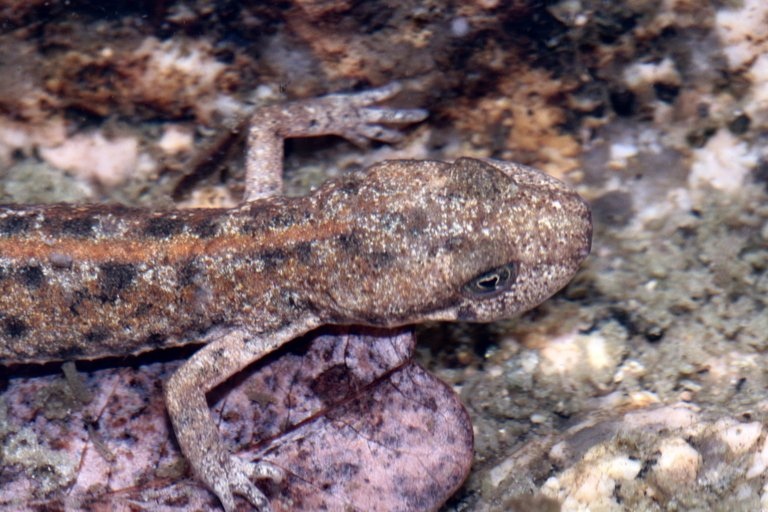
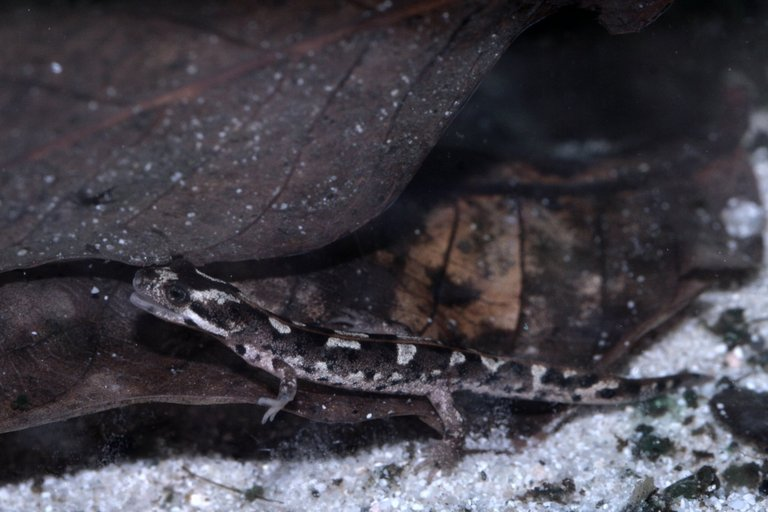
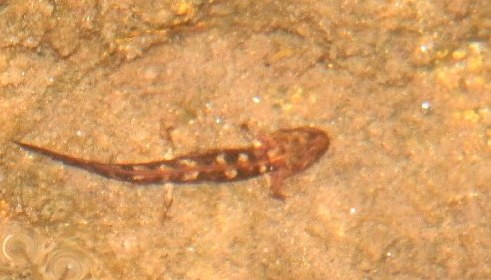
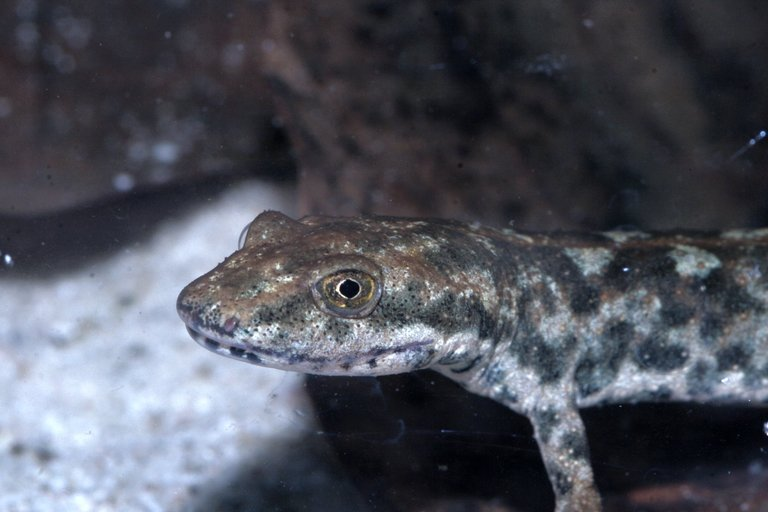